# Tveta, Mo och Västra häraders domsaga
Tveta och Mo häraders domsaga var en domsaga i Jönköpings län. Den bildades 1680 och ombildades 1780 till Tveta och Mo häraders domsaga när Västra härads domsaga bröts ur. Under perioden 1763 till 1768 utgjorde Mo tingslag en egen domsaga.
Domsagan låg i domkretsen för Göta hovrätt.

## Tingslag
- Mo tingslag
- Tveta tingslag
- Västra härads tingslag